# Jesse Pye
Jesse Pye (* 22. Dezember 1919 in Treeton; † 19. Februar 1984 in Blackpool) war ein englischer Fußballspieler. Der Stürmer kam im englischen Profifußball neben Luton Town und Derby County für die Wolverhampton Wanderers zum Einsatz. Mit den „Wolves“ gewann er 1949 den FA Cup und schoss im Endspiel selbst zwei Tore.

## Sportliche Laufbahn
Die professionelle Laufbahn von Jesse Pye sollte 1938 beginnen, als er sich Sheffield United anschloss. Der Ausbruch des Zweiten Weltkriegs verhinderte jedoch den Karrierestart, da die Football League nach Beginn der Kampfhandlungen den Spielbetrieb unterbrach. Stattdessen diente er der britischen Armee in Nordafrika und Italien; dort kam er zu gelegentlichen Fußballspieleinsätzen bei den Royal Engineers – an der Seite einiger prominenter Sportler, die ebenfalls als Soldat unterwegs waren. Nach Kriegsende wechselte er 1945 zu Notts County, schloss sich aber bereits vor Ende der Spielzeit 1945/46 für 12.000 britische Pfund den Wolverhampton Wanderers an, bevor die Football League in ihre erste Nachkriegssaison 1946/47 ging.
Auf Anhieb machte Pye dort auf sich aufmerksam und traf bei seinem Debüt gegen den FC Arsenal am 31. August 1946 gleich drei Mal zum 6:1-Sieg. Am Ende der Saison brachte er es auf 21 Pflichtspieltore und in der folgenden Spielzeit 1947/48 war er gemeinsam mit Johnny Hancocks mit jeweils 16 Treffern bester Vereinstorschütze. Der erste Titelgewinn folgte 1949, als er im FA-Cup-Endspiel zwei Tore zum 3:1-Sieg gegen Leicester City beisteuerte. Damit katapultierte er sich auf in die Reihe der besten englischen Stürmer und absolvierte am 21. September 1949 gegen Irland sein erstes Länderspiel für die englische Fußballnationalmannschaft. Mehr als drei Jahre zuvor hatte er bereits am 19. Januar 1946 in seinem sogenannten „Victory International“ gegen Belgien gestanden und dabei 2:0 gewonnen (die englische Nationalmannschaft selbst hatte zu diesem Zeitpunkt noch kein Nachkriegsländerspiel bestritten). Die Partie gegen die irische Auswahl ging jedoch mit 0:2 im Goodison Park verloren und Pyes Länderspieldebüt blieb der einzige Einsatz in der A-Nationalmannschaft.
Eine lang andauernde Serie von Verletzungen in der Saison 1950/51 verpasste Pyes Karriere auf höchstem Niveau einen Rückschlag. Er verpasste rund die Hälfte der Ligaspiele und obwohl er sich in der folgenden Spielzeit 1951/52 wieder zum besten Vereinstorschützen entwickelte, ließ ihn die Vereinsführung der Wolves für 5.000 Pfund zum Zweitligisten Luton Town wechseln. Insgesamt hatte er 95 Tore in 209 Pflichtspielen für die Wolverhampton Wanderers geschossen und belegt damit heute in der vereinsinternen Rangliste der besten Torschützen den 16. Platz.
In der zweitklassigen Second Division erlebte er bei den „Hatters“ eine erneute Hochphase und scheiterte trotz neu entdeckter Treffsicherheit in der Saison 1952/53 nur knapp am Aufstieg in die erste Liga. Nach einer weiteren Saison und insgesamt 32 Toren in 61 Ligaspielen überraschte er im Oktober 1954 mit seinem Wechsel zum Zweitligakonkurrenten Derby County. Dort stieg er ein Jahr später in die drittklassige Third Division North ab und verpasste 1956 mit dem zweiten Rang den direkten Wiederaufstieg knapp.
Pye kehrte 1957 dem professionellen Fußball den Rücken und zog nach Wisbech, wo er sich als Gastwirt des „Mermaid Inn“ verdingte und einen Süßwarenladen eröffnete. Gleichzeitig betätigte er sich noch weiter sportlich beim einheimischen Amateurklub Wisbech Town in der Midland League. Dort führte er im November 1957 mit seinem entscheidenden Tor gegen Colchester United seinen Klub zum ersten Mal in der Geschichte in die zweite Hauptrunde des FA Cups. Bis April 1967 blieb er bei Wisbech Town und diente dem Verein ab März 1960 als Spielertrainer. Im Jahr 1968 brach er seine Zelte in Wisbech ab und zog in die Küstenstadt Blackpool, wo er sich als Hotelier betätigte und am 19. Februar 1984 im Alter von 64 Jahren verstarb.

## Erfolge
- Englischer Pokalsieger: 1949